# Kleinolbersdorf-Altenhain
Kleinolbersdorf-Altenhain, Chemnitz-Kleinolbersdorf-Altenhain – dzielnica miasta Chemnitz w Niemczech, w kraju związkowym Saksonia.